# Projekt 941 Akula
Projekt 941 Akula (rusky: Проект 941 Акула) je třída raketonosných ponorek s jaderným pohonem stavěných v Sovětském svazu v letech 1977–1989. NATO přidělilo této třídě kódové jméno Typhoon (Tajfun). Tento typ stále představuje největší postavené ponorky všech dob (výtlak ponorek třídy Ohio je méně než poloviční).
Postaveno bylo celkem šest jednotek této třídy, sedmou rozestavěnou se Sověti po skončení studené války rozhodli nedokončit a sešrotovat. Jelikož je jejich provoz velice nákladný a životnost mezikontinentálního raketového systému SS-N-20 Sturgeon již skončila a tyto rakety byly rozmístěny pouze v počtu deseti kusů v roce 2005 na ponorce TK-20 Severstal, nový mezikontinentální raketový systém SS-N-28 Bark, který měl nahradit končící SS-N-20 Sturgeon třikrát selhal a nepovedlo se jej nikdy oživit, Rusko tyto ponorky vyřadilo: 3 byly sešrotovány a pouze TK-208 Dmitrij Donskoj byla ponechána a je používána pro testy nových mezikontinentálních raket SS-N-30 Bulava, které budou použity na ponorce projektu 955 Borej. Dvě další ponorky projektu 941 kotví na základně Severodvinsk. V současné době (2011) jsou všechny 3 ponorky odstaveny na námořní základně u města Severodvinsk, v závodě Sevmaš, kde se čeká na jejich rekonstrukci a další provoz a nahrazení raketových systémů za systém Bulava u dalších dvou ponorek TK-20 Severstal a TK-17 Archangelsk. Toto rozhodnutí o dočasném vzdání se likvidace ponorek 941 Typhoon padlo 10.2.2012, protože je lepší ponorky opravit a používat a peníze ušetřené investovat do letadlových křižníků Ruska. Pro jaderné odstrašení tak Rusko raději využívá technologicky starší a levnější ponorky tříd Delta III z Pacifické základny a Delta IV ze Severní základny, které postupně nahradí nové ponorky třídy Borej a poté 935-2 třídy Borej II. Možná dojde k přejmenování třídy ponorky s 12 sily, která má být velmi malá a velmi mrštná.

## Pozadí vzniku

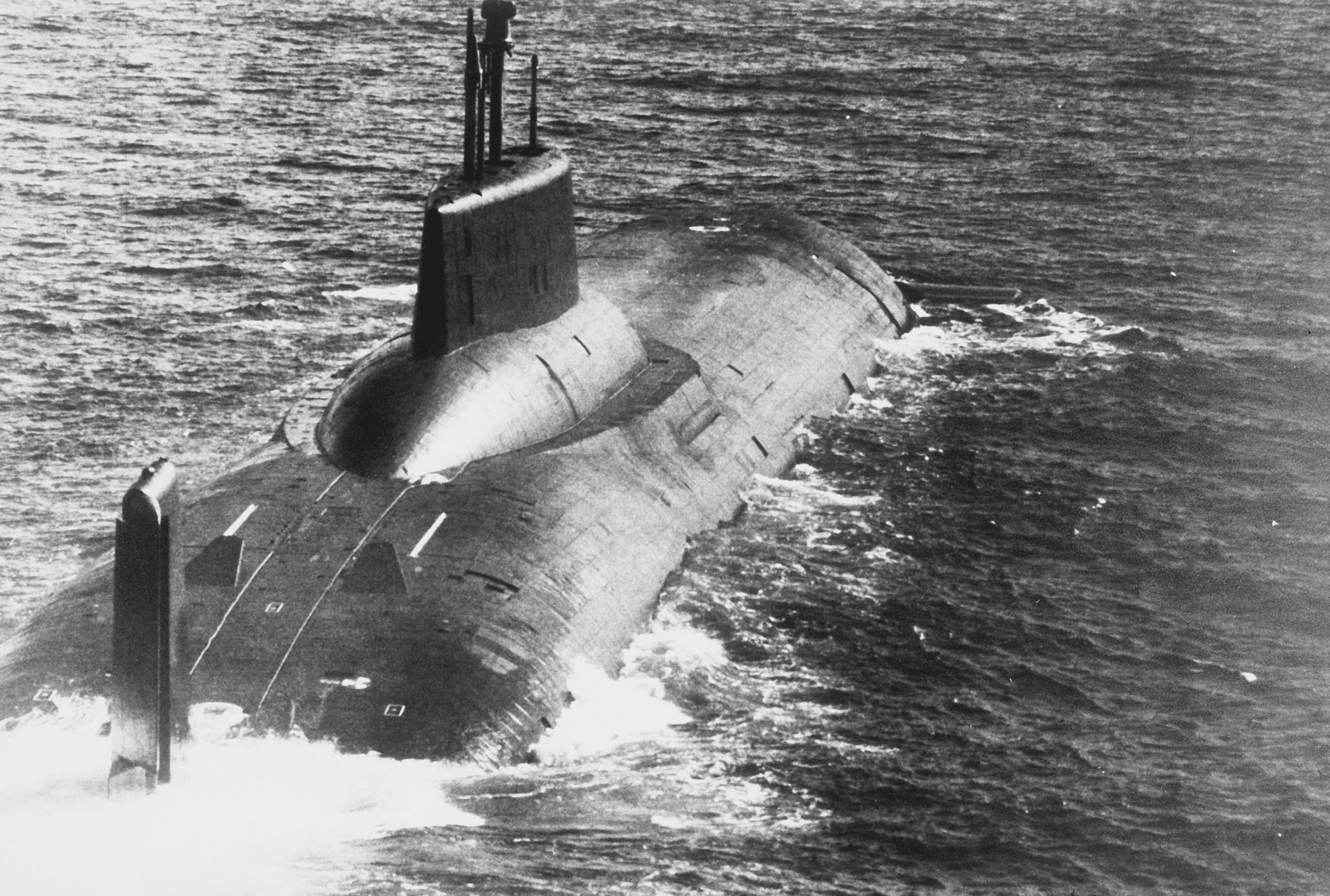
První na Západě publikovaný snímek ponorky projektu 941

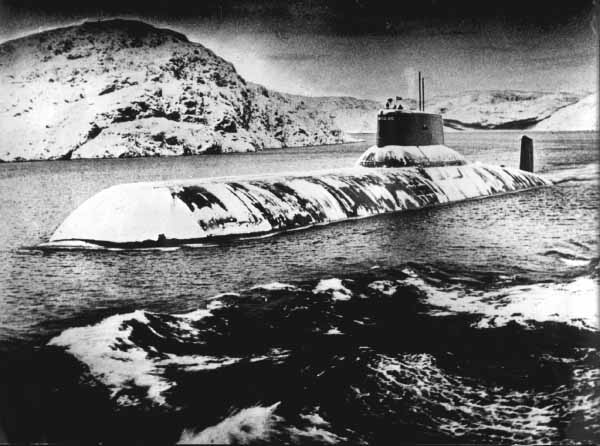
Ponorka projektu 941 u poloostrova Kola

Vývoj nové těžké strategické ponorky byl schválen v prosinci 1972. Dne 19. prosince 1973 sovětská vláda oficiálně oznámila zahájení prací na ponorkách projektu 941 Akula (nezaměňovat s Projektem 971, který má v kódu NATO označení Akula). Konstrukční práce probíhaly v Leningradské konstrukční kanceláři Rubin pod vedením hlavního konstruktéra S. N. Kovaljova. Výrobu ponorek provedl výrobní závod v Severodvinsku ve své loděnici č. 402. Vývoj programu přitom urychlovala potřeba reagovat na vývoj amerických raket Trident a jejich nosičů v podobě raketonosných ponorek třídy Ohio.
Ponorky projektu 941 byly speciálně určeny pro službu pod ledovým příkrovem v Severním ledovém oceánu. V jejich koncepci se výrazně projevila změna požadavků, které byly na strategické ponorky kladeny, zejména díky zvětšujícímu se doletu balistických raket SLBM. Starší ponorky třídy Yankee nesly střely s doletem cca 2000 km a před útokem proto musely proniknout protiponorkovou obranou severního Atlantiku relativně blízko k severoamerickým břehům. Proto u nich byly vyžadovány vysoké výkony. V době vývoje ponorek projektu 941 však dolet balistických raket dovoloval, aby operovaly nedaleko sovětského pobřeží či dokonce vypustily své rakety kotvíce v přístavu. Preferována tak byla jejich vytrvalost, palebná síla a odolnost, což se projevilo v jejich značně odlišné koncepci.
Celkem bylo v letech 1977-1989 postaveno 6 ponorek této třídy, přičemž stavba sedmé byla po skončení studené války zastavena. V roce 1991 byl rozestavěná ponorka sešrotována. Základna ponorek projektu 941 se nachází na poloostrově Kola v zátoce Něrpičaja - Západnaja Litsa. V 80. letech zde byly proraženy čtyři tunely, které chránily ponorky před případným jaderným úderem na stojící ponorky v přístavu.
Jednotky Projektu 941 Akula:
| Jméno                  | Založení kýlu  | Spuštěna          | Vstup do služby   | Osud                                                                                          |
| ---------------------- | -------------- | ----------------- | ----------------- | --------------------------------------------------------------------------------------------- |
| TK-208 Dmitrij Donskoj | 3. března 1977 | 23. září 1980     | 12. prosince 1981 | Vyřazen a sešrotován v únoru 2023, byla používána jako testovací platforma pro střelu Bulava. |
| TK-202                 | 1. října 1980  | 26. dubna 1982    | 28. prosince 1983 | Vyřazen v roce 1996, sešrotována.                                                             |
| TK–12 Simbirsk         | 27. dubna 1982 | 17. prosince 1983 | 26. prosince 1984 | Vyřazen v roce 1998, sešrotována.                                                             |
| TK-13                  | 5. ledna 1984  | 21. února 1985    | 30. prosince 1985 | Vyřazen v roce 1997 a roku 2008 sešrotována.                                                  |
| TK-17 Archangelsk      | 24. února 1985 | srpen 1986        | 6. listopadu 1987 | Roku 2006 byla převedena do rezervy a roku 2020 sešrotována.                                  |
| TK-20 Severstal        | 6. ledna 1987  | červenec 1988     | 4. září 1989      | Roku 2006 byla převedena do rezervy a roku 2020 sešrotována.                                  |
| TK-210                 | 1986           | -                 | -                 | Zrušena v průběhu stavby, sešrotována.                                                        |

## Strategie nasazení

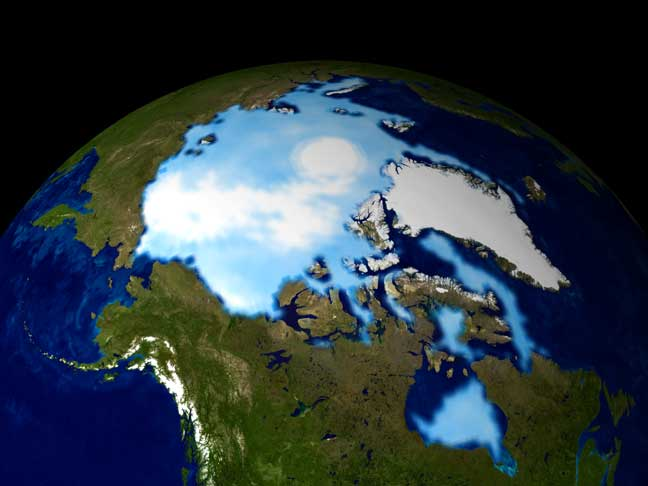
Severní ledový oceán měl být dějištěm dalšího světového konfliktu

Sovětský svaz se v době studené války snažil uchránit své ponorky před útokem ze strany USA v první fázi, protože v případě jaderného útoku právě ponorky jako jediné mohly provést odvetný úder. Bylo tedy důležité najít takové místo, kde by nemohly být napadeny americkými ponorkami. Takovou možnost jim poskytoval právě Severní ledový oceán.
Arktida představovala jedinou oblast na světě, kde se raketonosné ponorky mohly před americkými ponorkami schovat. Severní ledový oceán je plný mělkých moří, po nichž Sovětský svaz mohl své ponorky rozptýlit. A využitím mělkého koridoru přes Karské moře, moře Laptěvů a Beaufortovo moře na severoamerické straně by tak sovětská ponorka klidně mohla zaujmout pozici mezi ledovými horami Baffinova zálivu nad Kanadou, v západogrónských fjordech nebo dokonce v kanálech, které vyúsťují v Hudsonově zálivu přímo v Kanadě. Taková ponorka by se tu mohla skrývat takřka neslyšitelně na rozdíl od ostatních povrchových plavidel, která by svým hlukem naopak svou pozici odhalovala. Pokusy vyvinout sonar, který by kompenzoval rušivé vlivy jako jsou praskot na sebe se valících ker, štěkání mrožů, volání tuleňů, změna salinity vody a teplot se v době studené války však vytvořit nepodařilo.

## Konstrukce

### Trup

Ponorka projektu 941 při pohledu z boku

Vnitřní uspořádání ponorky projektu 941

Ponorky projektu 941 byly navrženy hlavně pro operace v Severním ledovém oceánu, kde měly vyčkávat pod ledem a v případě vypuknutí jaderné války nepříteli zasadit druhý zničující úder pomocí svých 20 balistických raket nesoucích 200 jaderných hlavic.
Trup ponorky je řešen jako katamaran, který tvoří pět oddělených tlakových trupů krytých společným vnějším trupem z nízkomagnetické oceli. Celkem je ponorka rozdělena na 19 oddělení. Dva paralelní hlavní tlakové trupy mají délku 149 metrů a průměr 7,2 metru a jsou spojeny vnitřním průchodem. Mezi nimi je prostor rozdělený do tří úseků – na přídi jsou torpédomety (oddělený tlakový trup) a uprostřed šachty balistických raket (zcela netypicky umístěné před věží) a v zadní části, tedy přímo pod věží je umístěn další kratší tlakový trup s úsekem řízení boje a velení. Zadní části hlavních tlakových trupů obsahují na sobě nezávislá oddělení pohonných jednotek (v každém je jeden reaktor), každá roztáčí jednu vrtuli. Pátý tlakový trup je na zádi mezi hřídelemi lodních šroubů. Vnitřní tlakové trupy, centrální část vnějšího trupu a torpédové oddělení jsou přitom vyrobeny z titanu. Toto řešení dává ponorkám velkou odolnost při poškození protiponorkovým torpédem – při zničení jednoho z hlavních trupů či jedné z pohonných sekcí by měla být stále schopna dokončit svůj úkol.
Potřebám služby v arktidě odpovídá použití plochých zatažitelných předních hloubkových kormidel a robustně řešených zadních řídicích ploch. Hřídele hnacích vrtulí jsou umístěny v kleci, věž ponorky je vyztužená. Trup ponorky je pokryt speciálním obložením, které pohlcuje zvukové vlny. Redukci akustického signálu slouží systém dvou cívek s gumovými provázky, které tlumí nárazy pohonných zařízení. Nad hlavním centrálním trupem za raketovými sily je umístěn záchranný modul, který se v případě ohrožení oddělí od trupu plavidla.

### Pohonný systém
Pohonný systém tvoří dvě od sebe oddělené sekce, umístěné ve vlastních tlakových trupech s nezávislým řízením. Je tvořen dvěma vodou chlazenými jadernými reaktory typu OK-650B o výkonu 190 MW, dvěma parními turbínami o výkonu 2× 50 000HP a čtyřmi generátory. Jako záložní zdroj slouží dva 800 kW dieselové generátory. Každý ze dvou lodních šroubů má sedm pevných listů. . Tyto listy se však nikdy nepodařilo vyrobit jako tiché i když jsou v ochranném prstenci. Navíc tyto dva šrouby i když jsou dost od sebe vzdáleny, jsou protiběžné, což oproti jednošroubým ponorkám USA je značným zdrojem hluku.

### Vybavení

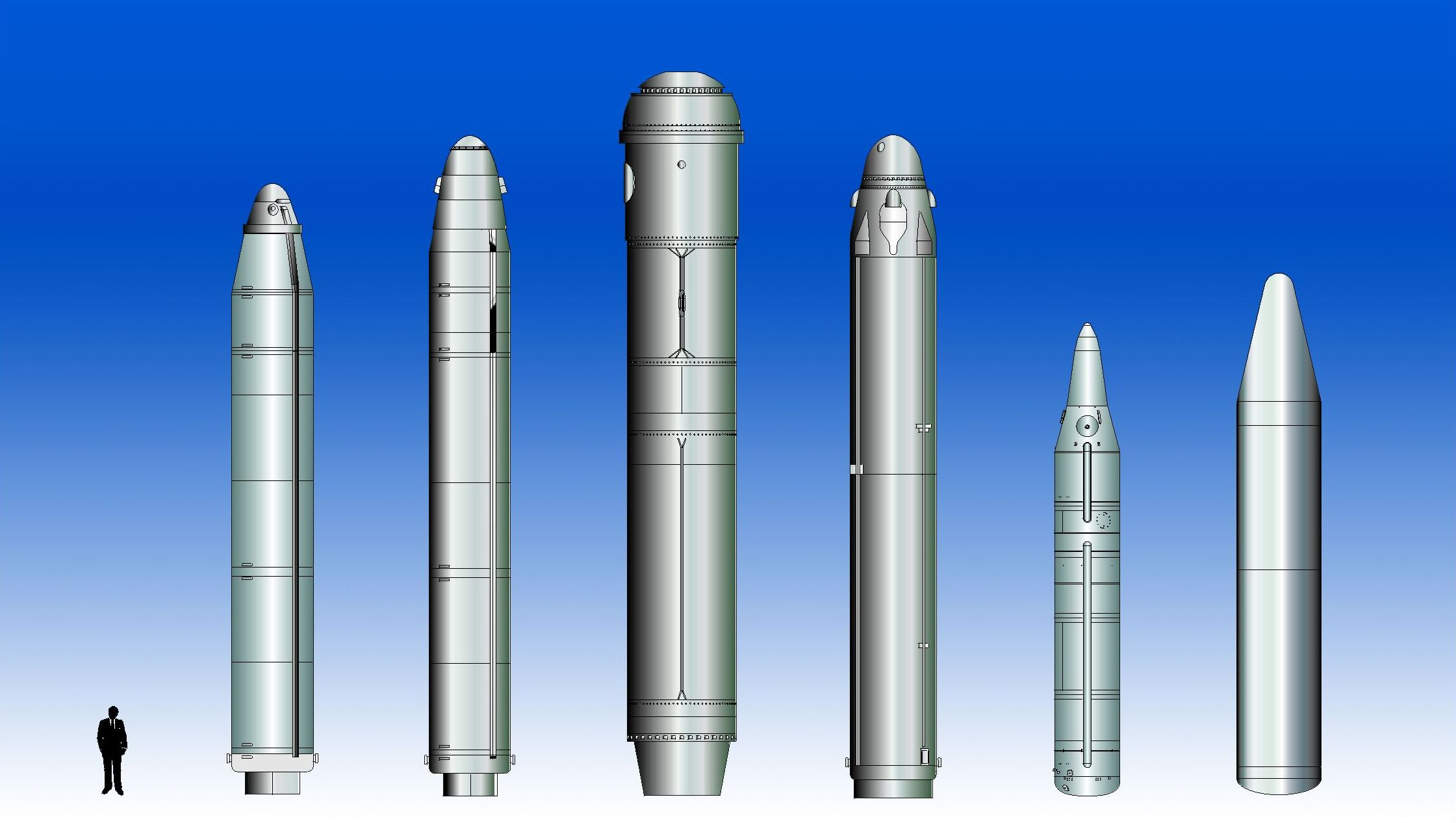
Srovnání hlavních typů ponorkových balistických raket. Raketa R-39 je třetí zleva

Ponorky projektu 941 disponují řadou moderních sledovacích a spojovacích systémů. Z bojové věže se vysouvá radiolokátor pro sledování hladinových cílů, dále pak dva periskopy, které jsou vybaveny kromě klasických optických aparatur i noktovizorem a kamerovým systémem. Dále se zde nacházejí spojovací antény Tsunami. Mezi hlavní sonarové prostředky patří nízkofrekvenční sonar MGK-500 a sonar zadní polosféry SKAT-3.
Hlavním navigačním systémem je družicový, námořní a zaměřovací systém Legenda. Navigační systém Legenda sleduje pomocí družic hladinové cíle po celém světě a umožňuje navedení ponorek na své cíle bez pomoci letectva nebo hladinových lodí. Ponorky jsou také vybaveny čtyřmi hydroakustickými stanicemi, které dovolují sledovat 10–12 různých cílů. Jsou rovněž vybaveny nízkofrekvenčními komunikačními bójemi pro posílání zpráv z velkých hloubek nebo pod ledovým příkrovem.

### Výzbroj
Výzbroj ponorek projektu 941 tvoří 20 balistických raket a šestice torpédometů, z toho jsou dva ráže 650 mm a čtyři ráže 533 mm.

#### Strategická výzbroj
Hlavní výzbroj ponorek tvořilo 20 odpalovacích trubic D-19 nesoucích mezikontinentální balistické rakety R-39 (RSM-20, SS-N-20 Sturgeon), používaná námořnictvem v letech 1983–2004. Rakety byly třístupňové, poháněné motory na kapalné pohonné látky. Používaly inerciální navádění. Každá měla deset samonaváděcích návratových těles MIRV s motorem na kapalná paliva, nesoucích jadernou hlavici o ekvivalentu 200 kT TNT (celkem tedy 200 na ponorku). Raketa R-39 měla hmotnost 84 tun a dolet 8300 km s přesností zásahu 500 m. Po uzavření smlouvy START III  bylo možné instalovat na raketu maximálně 4 hlavice , každá o ekvivalentu 500 kT TNT.
Při střelbě z ponořené ponorky byly rakety nejprve vymrštěny z odpalovacích trubic pomocí stlačeného vzduchu vytvořeného pomocí generátoru umístěného u dna odpalovacího sila. Plyn přitom plnil dvě základní funkce. Za prvé plyn po otevření krytu sila vymrštil střelu nad hladinu. Za druhé plyn generovaný vlastní střelou kolem ní utvořil bublinu snižující odpor vody.
Zkoušky prvních odpalů začaly na sklonku 70. let, ale pro časté poruchy byly rakety zařazeny do výzbroje až v roce 1983. V průběhu let často docházelo k haváriím. Například v roce 1991 poškodil jednu z těchto ponorek požár balistické střely, která vybuchla uvnitř odpalovací šachty. V 90. letech začalo vyřazování těchto střel, přičemž je měla nahradit modernější verze R-39M (SS-N-28). Její vývoj ale byl neúspěšný, což přispělo k vyřazení ponorek projektu 941 po skončení technické životnosti raket R-39 jež nebylo čím nahradit. Rusko se poté přeorientovalo na vývoj nových raket R-30 Bulava, pro jejichž zkoušky byla ponechána ve službě ponorka TK-208 Dmitrij Donskoj, v současnosti jediná aktivní ponorka projektu 941.

#### Torpédomety

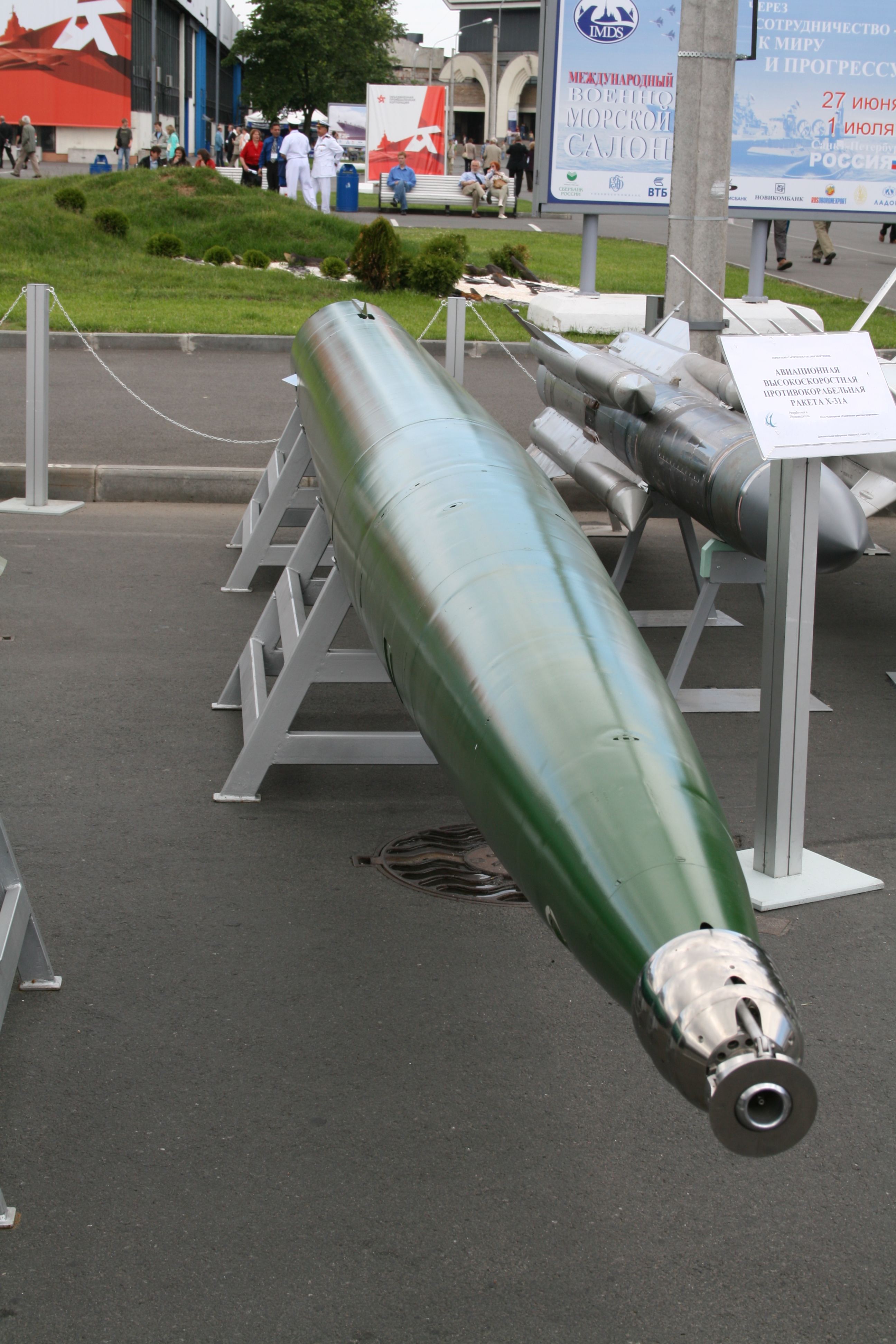
Torpédo typu VA-111 Škval

Ponorky projektu 941 jsou vybaveny šesti torpédomety se zásobou 22 protiponorkových střel a torpéd různých typů. Z těchto torpédometů lze vypouštět i miny. Dva z torpédometů mají ráži 650 mm a čtyři ráži 533 mm.
Torpédomety ráže 650 mm slouží k vypouštění protilodních torpéd typu 65 či střel RPK-6 Vodopad (SS-N-16 Stallion) s doletem 100 km nesoucích buď 400mm protiponorkové torpédo či jadernou hlubinnou pumu. Z torpédometů ráže 533 mm lze odpalovat klasická torpéda, protiponorkové a protilodní střely RPK-2 Vjuga (SS-N-15 Starfish) či torpéda VA-111 Škval.

## V populární kultuře
Pravděpodobně nejznámější fiktivní ponorkou třídy Tajfun byla Rudý říjen - ponorka se schopnostmi stealth, předmět románu Toma Clancyho Hon na ponorku a jeho filmové zpracování z roku 1990, kde se v hlavní roli objevil Sean Connery jako fiktivní kapitán Marko Ramius.